# Banc de gens
|  | No s'ha de confondre amb GenBank. |

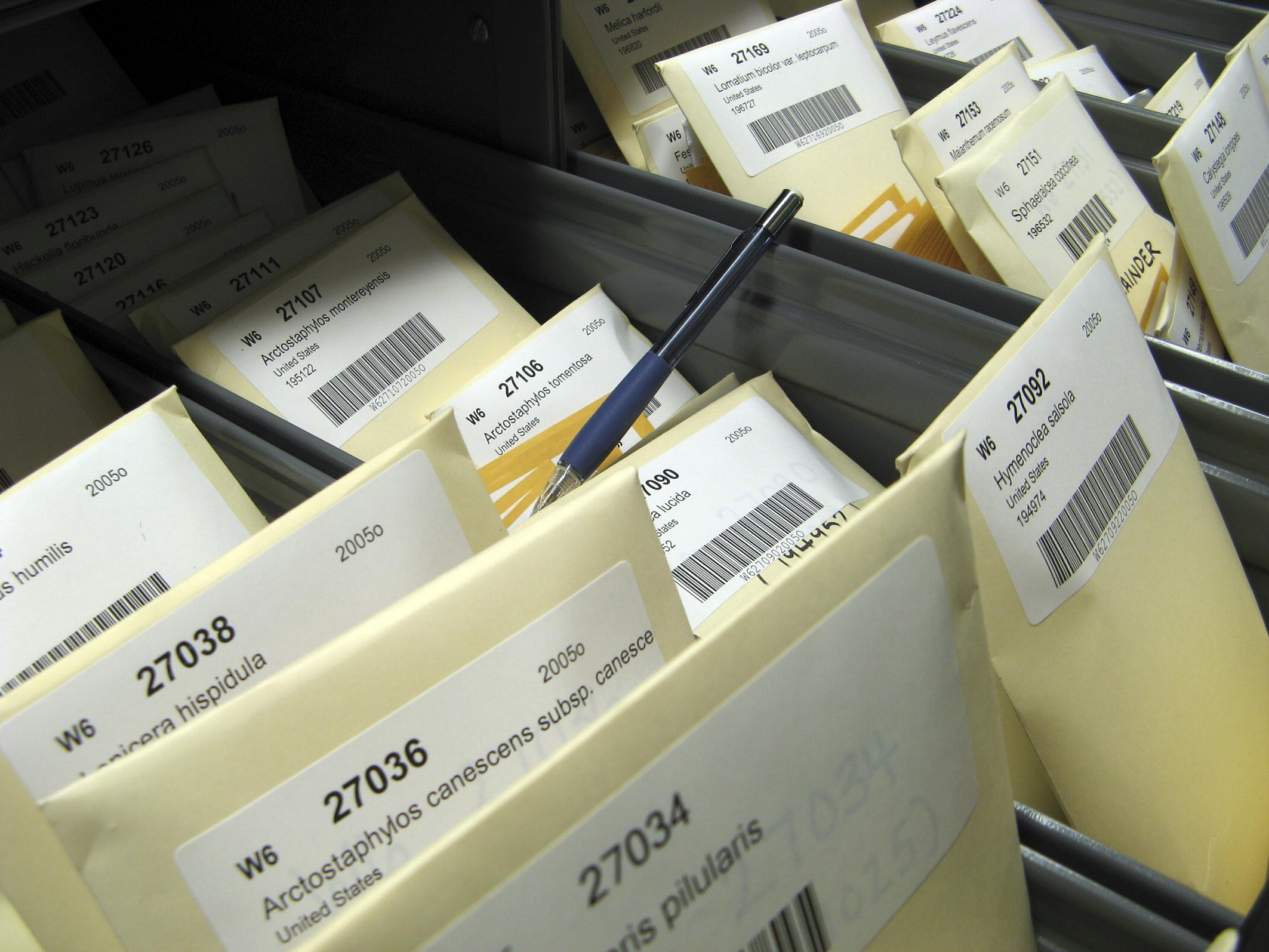
Dipòsit de llavors, posades dins sobres, en una institució oficial

Un banc de gens (gene bank en anglès) és un dispositiu per la conservació de gens, ja sia de plantes o d'animals.
En el cas de les plantes, es pot produir emmagatzematge in vitro, per congelació de parts de la planta o per emmagatzematge de les llavors (per exemple, en un banc de llavors). En els animals es congela l'esperma o els òvuls.Amb els coralls, es prenen fragments que s'emmagatzemen en dipòsits d'aigua en condicions controlades.
En les plantes, és possible descongelar el material genètic i fer-lo reproduir, en els animals cal una femella viva per a fer la inseminació artificial. En el cas de la conservació de la biodiversitat agrícola, es fan servir els bancs de gens per emmagatzemar i conservar els recursos genètics de les principals plantes cultivades i de les espècies silvestres emparentades amb les plantes cultivades.
En un esforç per conservar la biodiversitat agrícola, els bancs de gens s'utilitzen per emmagatzemar i conservar els recursos genètics vegetals de les grans plantes de cultiu i els seus parents silvestres de cultiu.

## Funcionament d'un banc de gens
Un banc de llavors és utilitzat per emmagatzemar de diverses formes les llavors de les espècies vegetals. Els cultius més valuosos, blat, arròs i blat de moro, els quals proveeixen a la humanitat amb la meitat de les calories necessàries, produeixen llavors que són fàcils d'emmagatzemar. Aquest és el cas de molts altres cultius importants.
Per poder entrar a un banc de gens,les llavors són netejades, assecades i guardades en una gerra o paquet segellat; llavors segons el temps que es vulguin conservar es divideixen en:
- per a l'emmagatzematge a mitjà termini (entre 20 i 30 anys), les llavors són mantingudes a la modesta temperatura de 5 ° C;
- per a l'emmagatzematge a més llarg termini (fins a 100 anys) les llavors són emmagatzemades entre -18 i -20 ° C.

Les llavors seques mantingudes a baixa temperatura poden romandre viables (capaços de germinar) per moltes dècades i, en alguns casos, fins a per segles. No obstant això, la viabilitat declina a mesura que passa el temps, de manera que les llavors han de ser plantades i crescudes cada cert nombre d'anys perquè produeixin material fresc. Aquestes plantes han de ser conreades amb molt de compte i aïllades de manera que no recullin pol·len d'altres plantes properes a elles, la qual cosa les "contaminaria" genèticament. Aquests procediments són tecnològicament simples, però en conjunt afegeixen costos a la conservació.
No obstant això, amb algunes plantes, incloent alguns dels cultius més importants en els països en desenvolupament, els problemes tècnics no són tan fàcils de resoldre.
Molts cultius vitals no es propaguen per llavors. En comptes, els agricultors els conreen a través de tubercles o rizomes o altres òrgans d'emmagatzematge. La patata, el nyam, la mandioca i altres plantes també es poden reproduir sexualment i produir llavors pròpies. No obstant això, quan ho fan, elles recombinen als seus gens de tal manera que les patates o les nyames que creixen de les llavors pròpies no són genèticament idèntics a les plantes que els van produir. Les qualitats particulars de les varietats específiques es perden, llevat que s'emmagatzemin els tubercles mateixos. La naturalesa va dissenyar als tubercles com a òrgans d'emmagatzematge. Tot i que tècnicament no és difícil mantenir-los (encara que per només temps curts), els tubercles ocupen molt més espai que les llavors pròpies i han de ser, en general, regenerats (replantats) molt més freqüentment.
Altres plantes comporten dificultats més grans. Molts bananers conreats no produeixen llavor del tot, és a dir, són sexualment estèrils i tampoc produeixen òrgans naturals d'emmagatzematge. Ells es propaguen per algun tipus de tall o de plançó. Tradicionalment, els agricultors simplement mantenien en el camp les seves varietats preferides de banana i de plàtan, escampant-les any rere any. Les varietats també poden ser conservades com plantes senceres en bancs de gens al camp. No obstant això, encara que sigui per seguretat, és desitjable també mantenir aquestes varietats ex situ. Tot i que el poder emmagatzemar a plantes que no produeixen ni llavor ni òrgans naturals d'emmagatzematge és clarament un repte, la majoria dels problemes tècnics han estat resolts. Des dels anys 60, ha estat possible mantenir a plantes en un bancs de gens in vitro: les cèl·lules són crescudes en un gel i alimentades amb nutrients i hormones adequades per poder obtenir plantes completes. A més, s'està fent cada vegada més factible emmagatzemar a cèl·lules per períodes més llargs per mitjà de la criopreservació, una forma especialitzada de congelació usant nitrogen líquid a -196 ° C.
Finalment, una gran varietat de plantes, particularment arbres tropicals, produeixen llavors que són "recalcitrants" en diverses formes. Per exemple, les llavors de certs arbres tropicals germinen quan encara estan unides a la planta mare: la "llavor" que cau a terra ja és una plàntula. Les llavors recalcitrants no es poden emmagatzemar simplement assecant i refredant. De fet, elles consideren aquests tractaments com un insult sever que les fa morir ràpidament. Elles requereixen mètodes molt més sofisticats, els quals en certa forma han de ser adequats individualment a les seves necessitats específiques. Els problemes especials associats amb la conservació d'aquestes espècies augmenten els costos.

## Tipus de banc

### Banc de llavors
Un dipòsit de llavors o banc de llavors emmagatzema les llavors com un recurs en cas que les reserves de llavors es destrueixin. És un tipus de banc de gens. Les llavors emmagatzemades poden ser de conreus alimentaris o en cas d'espècies rares per protegir la biodiversitat. Els motius per emmagatzemar llavors poden ser diversos. En el cas de plantes alimentàries o amb altres usos útils pels humans pot ser que ja no s'utilitzin actualment. El banc de llavors més gran del món és el  Millennium Seed Bank situat al Wellcome Trust Millennium Building (WTMB), situat al recinte de Wakehurst Place a West Sussex, a prop de Londres.

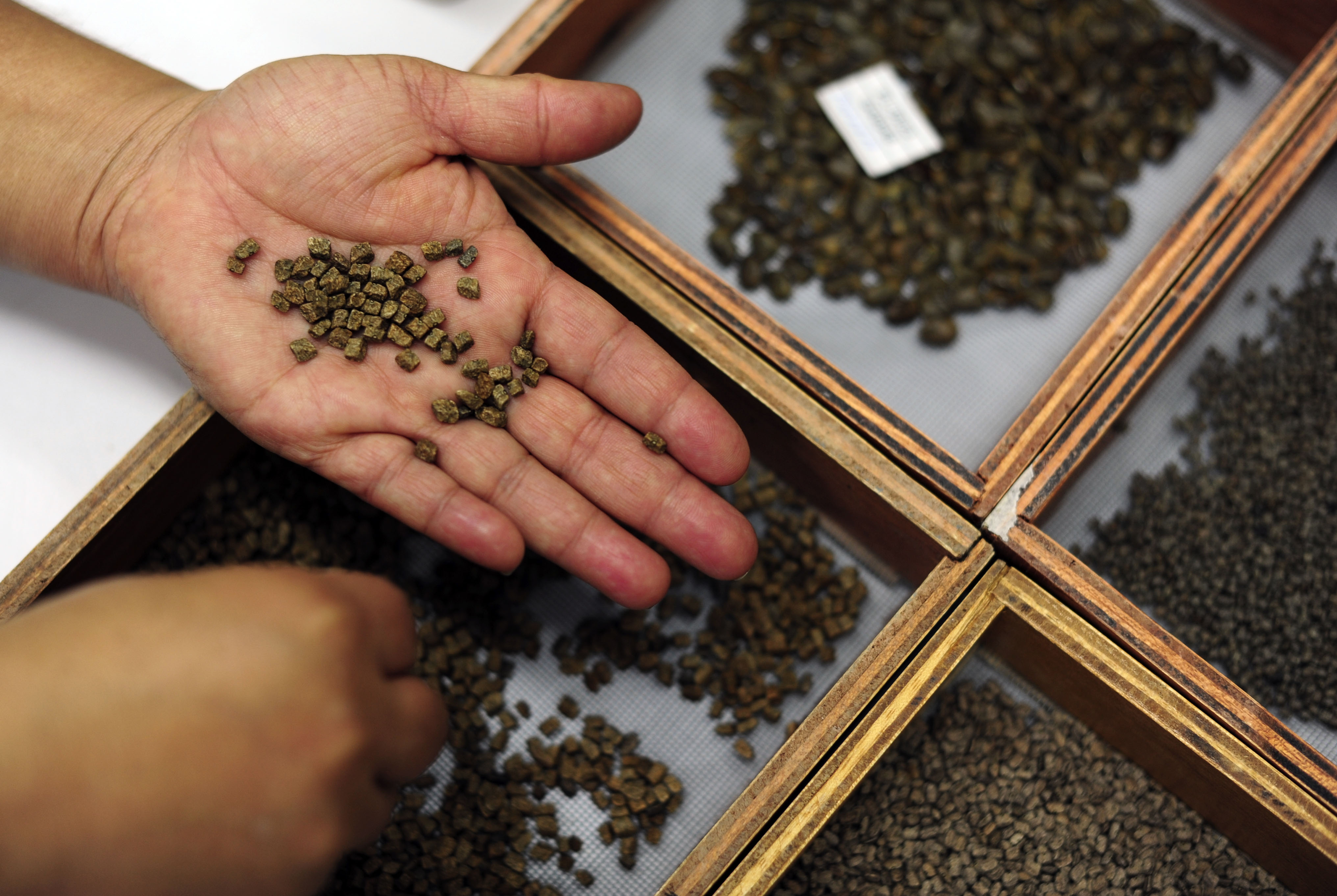
Faves emmagatzemades en un banc de llavors

### Banc de teixits
En aquesta tècnica, els cabdells, el protocol i les cèl·lules meristemàtiques es conserven mitjançant disposicions particulars de llum i temperatura en un medi nutritiu. Aquesta tècnica s'utilitza per preservar llavors sense plantes i plantes que es reprodueixen sexualment.

### Banc de congelació criogenètica
En aquesta tècnica, una llavor o l'embrió és conservat a temperatures molt baixes. És normalment conservat en nitrogen líquid a -196 °C. Això és útil per la conservació de les espècies que fan front a extinció. És utilitzat per la crioconservació de recursos genètics animals.

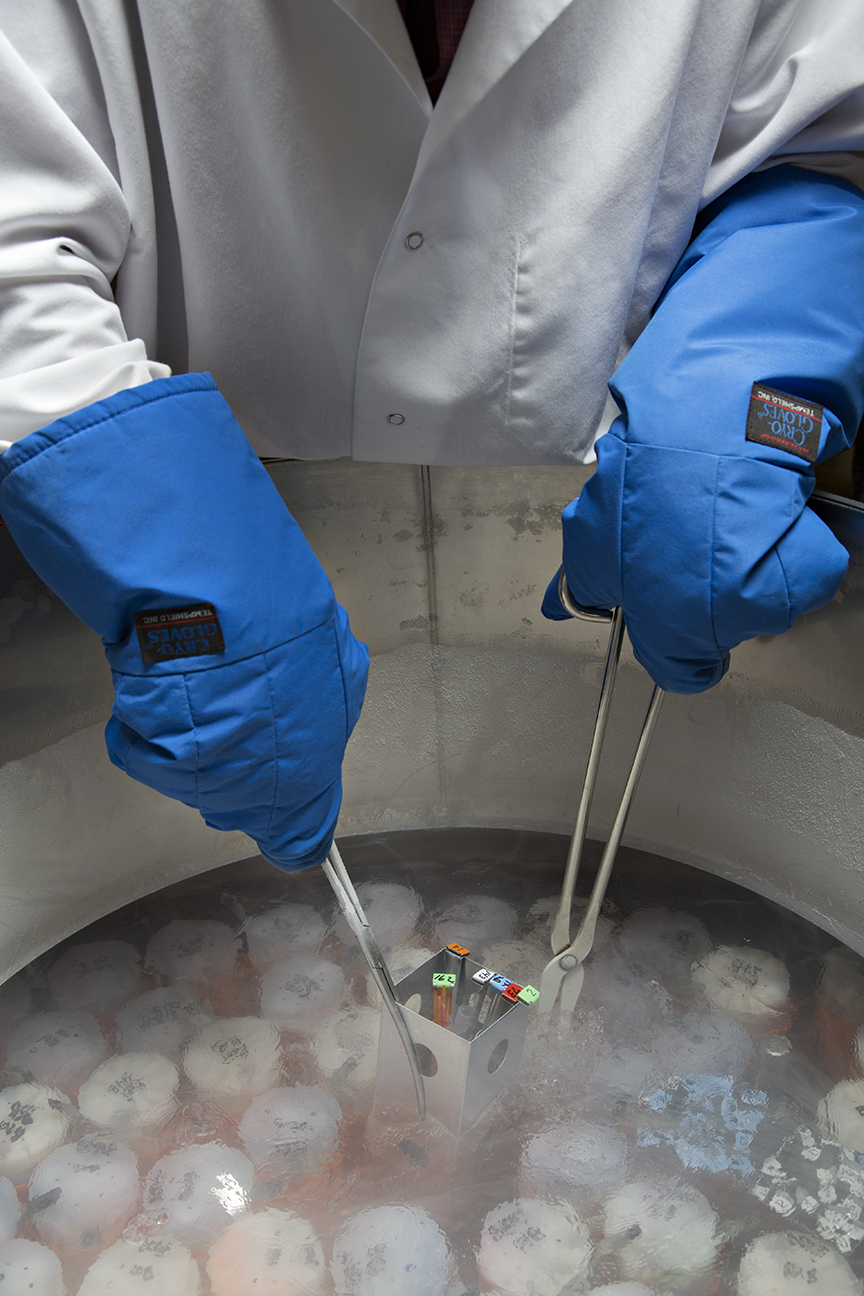
Banc de crioconservació de la USDA

### Emmagatzematge de pol·len
Es tracta d'un mètode on s'emmagatzemen els grans de pol·len. Podem fabricar plantes que estan en situació d'extinció al món actual. Utilitzant aquesta tècnica, podem fer plantes amb un conjunt de cromosomes. El pol·len s'emmagatzema en nitrogen líquid. Aquest mètode és útil per a mestissatge.

### Banc de gen de camp
Aquest és un mètode de plantació de plantes per a la conservació de gens. Per a aquest propòsit, es crea artificialment un ecosistema. Mitjançant aquest mètode, es poden comparar les diferències entre plantes de diferents espècies i es poden estudiar amb detall. Es necessita més terra, sòl, clima, etc. Es conserven plasma d'aquest germen amb cultius importants(per exemple, es conserven 42.000 varietats d'arròs al Central Rice Research Institute d'Orissa).

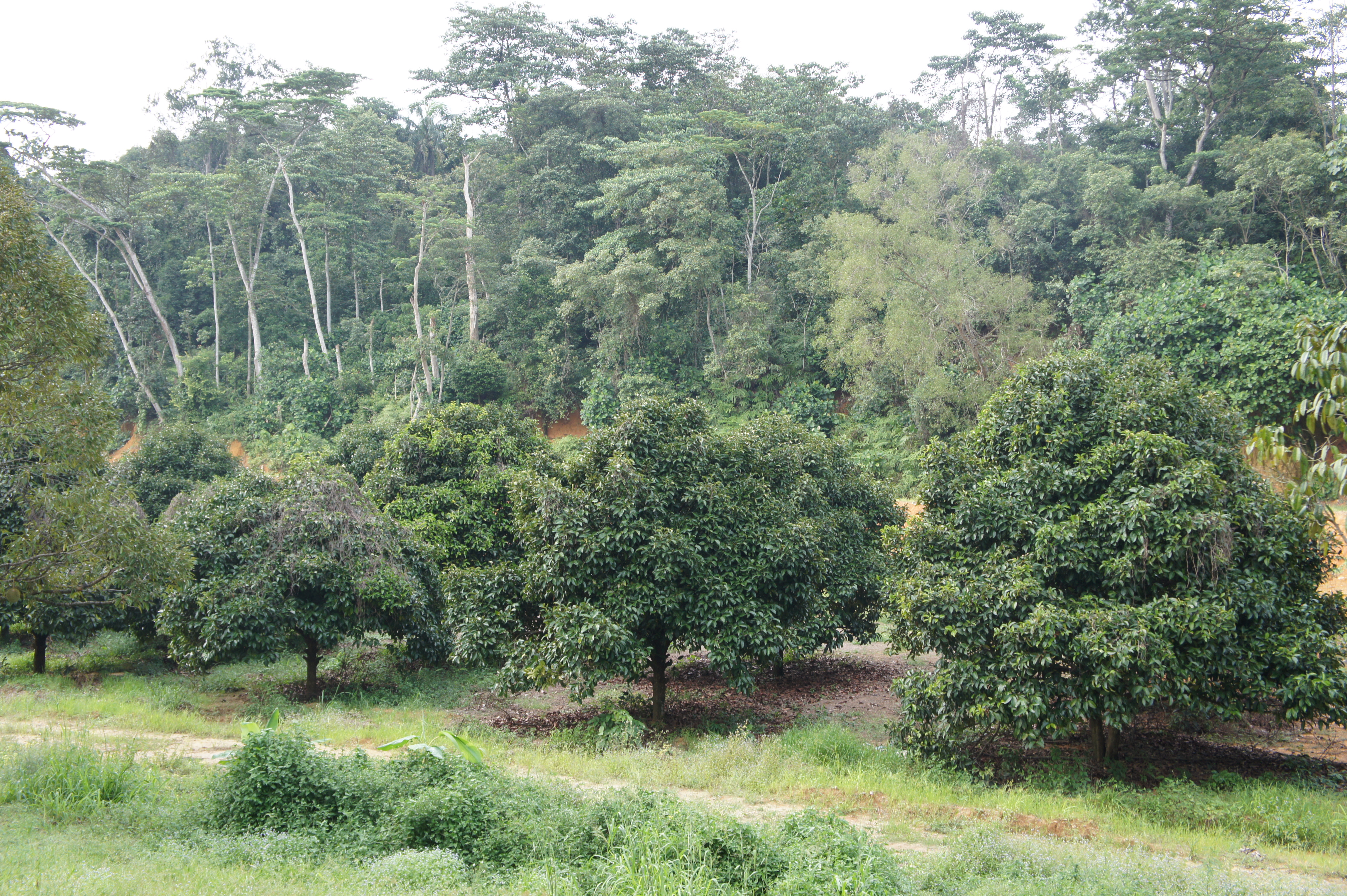
Banc de gens a Malàisia

### Banc de semen
Un banc de semen és una dependència destinada a la preservació d'esperma de diversos animals per tal de conservar-los congelats per a una posterior inseminació artificial.
- A la societat civil hi ha bancs de semen humans per a donar servei a parelles infèrtils.
- A la ramaderia, s'empren com a dipòsits de sementals valuosos.
- En medi ambient s'usen bancs de semen juntament amb els bancs d'òvuls per a preservar el material genètic d'espècies en perill d'extinció.

## Grans bancs de gens

### Bases de dades
La base de dades dels majors bancs de gens del món es pot consultar mitjançant un lloc web comú, anomenat Genesys. Aquesta és una plataforma en línia en la qual es pot trobar informació sobre recursos fitogenètics per a l'alimentació i l'agricultura (RFAA) disponibles en bancs genètics de tot el món.

### Al món
Hi ha molts bancs de gens al món, però un dels més coneguts és el Svalbard Global Seed Vault. Aquest magatzem és un banc de llavors segur i amb mostres provinents de tot el món (per això s'anomena mundial o global). Se situa a la muntanya Platåberget a l'illa noruega de Spitsbergen dins l'arxipèlag de les Svalbard, prop de la ciutat de Longyearbyen, a l'Àrtida. Les instal·lacions van ser construïdes per a preservar una àmplia varietat de llavors de plantes de tot el món en una caverna subterrània. Aquest banc de llavors té còpies duplicades dels bancs genètics de tot el món. La volta amb llavors donarà una seguretat contra la pèrdua de llavors en els bancs genètics i també un refugi per a les llavors en cas de crisis regionals o mundials. El banc de llavors es regeix per un acord tripartit entre el govern noruec, el conglomerat mundial de diversitat de conreus (sigles en anglès GCDT) i el Centre nòrdic de recursos genètics.
La construcció de la volta va costar uns 9 milions de dòlars. amb fons totalment del govern de Noruega. Els principals fons per al manteniment del projecte provenen de la fundació Bill & Melinda Gates, el Regne Unit, Noruega, Austràlia, Suïssa i Suècia. Els fons també s'han rebut d'un gran nombre de països i també dels països en desenvolupament: Brasil, Colòmbia, Etiòpia, i l'Índia.

### A Espanya
El Banc Nacional d'ADN és una plataforma tecnològica de suport a la investigació biomèdica creada a principis de 2004 per la Fundació Genoma España, amb la finalitat de potenciar el desenvolupament de la recerca en genòmica a Espanya. El BNADN, és per tant, un Biobanc per a l'extracció, emmagatzematge i gestió de mostres biològiques, que ofereix a la comunitat científica.
Per a la recollida de mostres i dades, el biobanc col·labora amb més de 60 centres associats distribuïts uniformement per tot Espanya, entre els quals s'inclouen hospitals, centres regionals de transfusió, bancs de sang i altres institucions sanitàries, fundacions, universitats i altres institucions públiques. En l'actualitat hi ha dipositades en el biobanc una col·lecció de mostres biològiques de, aproximadament, 39.000 donants (sans i malalts).